# Кимпурі-де-Сус
Кимпурі-де-Сус (рум. Câmpuri de Sus) — село у повіті Хунедоара в Румунії. Входить до складу комуни Гурасада.
Село розташоване на відстані 324 км на північний захід від Бухареста, 29 км на захід від Деви, 121 км на південний захід від Клуж-Напоки, 104 км на схід від Тімішоари.

## Населення
За даними перепису населення 2002 року у селі проживали 116 осіб, усі — румуни. Усі жителі села рідною мовою назвали румунську.